# Ruch robotniczy na ziemiach polskich
Ruch robotniczy na ziemiach polskich – ruch polityczno-społeczny stawiający sobie za cel obronę interesów robotników i ochronę ich praw, działający od ok. połowy XIX wieku do dziś na terenach Polski (pierwotnie pod zaborami), przez pewien czas również na Kresach. 
Powstanie ruchu robotniczego w Polsce wiąże się z rozwojem klasy robotniczej uformowanej w wyniku uprzemysłowienia miast ziem polskich. Przed odzyskaniem niepodległości przez Polskę w 1918 roku podejmował także wiele działań niepodległościowych. 

## Przyczyny
Druga połowa XIX wieku to intensywny rozwój społeczeństwa przemysłowego na ziemiach polskich, podówczas pozostających pod zaborami (austriackim, pruskim i rosyjskim). Duże znaczenie mają ziemie Królestwa Polskiego, które były poddane silnej rusyfikacji i rozwojowi ośrodków przemysłowych (np. kalisko-mazowiecki okręg przemysłowy, w tym: sukiennicze i bawełniane manufaktury łódzkie).
Ciężkie warunki materialne pracowników najemnych, nieregulowany prawem czas pracy czy zatrudnianie nisko opłacanych kobiet rodziły w środowiskach robotniczych poczucie krzywdy oraz wspólnego interesu klasowego. Na konflikt klasowy nakładał się konflikt narodowościowy. Właścicielami i nadzorcami byli na ogół ludzie innej narodowości: Niemcy, Żydzi, Anglicy, Francuzi i inni. Polska klasa robotnicza wywodziła się w dużej części ze wsi. W jej otoczeniu znalazło się jednak również wielu zubożałych rzemieślników, a także szlachta, pozbawiona ziemi przez zaborców. Ostatnia grupa wniosła do fabryk pamięć powstań i tradycji narodowych oraz świadomość polityczną.
Nałożenie się postulatów społecznych na narodowe było szczególnie widoczne na terenie pruskiego Śląska, którego elity przemysłowe były zdominowane przez Niemców, a czego efektem były znaczne przepływy robotniczego elektoratu pomiędzy partiami socjalistycznymi, a polskim ruchem narodowym.
Napięcie społeczno-ekonomiczne stworzyło warunki dla rozwoju polskiego ruchu socjalistycznego i komunistycznego. Siłę polityczną lewicy w Polsce osłabiała kwestia walki Polaków o niepodległe państwo, która to walka była tematem zmonopolizowanym przez prawicę i Kościół katolicki w Polsce. Stąd w polskim ruchu robotniczym przewagę miał kierunek łączący kwestie społeczno-ekonomiczne i narodowe.

## Formy organizacyjne polskiego ruchu robotniczego
Początkowo tworzono organizacje samopomocowe i stowarzyszenia zawodowe (np. kasy chorych, stowarzyszenia rękodzielników). Od początku lat 80. XIX wieku zaczęły powstawać partie robotnicze (np. Proletariat, PPS, PPSD) o wyraźnym zabarwieniu ideologicznym. W latach 90. XIX w. ruch robotniczy podzielił się na 2 przeciwstawne nurty: nurt niepodległościowy i demokratyczny tworzyła PPS, nurt internacjonalistyczny i marksistowski reprezentowała SDKPiL. W czasie rewolucji 1905-1907 powstał odłam o zabarwieniu narodowym (Narodowy Związek Robotniczy). W okresie międzywojennym w ruchu robotniczym istniały 3 główne nurty ideowe: komunistyczny, negujący istnienie niepodległego i demokratycznego państwa polskiego (KPP), socjalistyczny (PPS) i chrześcijański, uznający naukę społeczną Kościoła. Po II wojnie światowej dominującą pozycję uzyskał nurt komunistyczny, reprezentowany przez PPR, a następnie PZPR, oparty na zasadach państwa totalitarnego i serwilizmu wobec ZSRR. W latach 70. i 80. XX wieku monopol PZPR został przełamany przez powstanie Wolnych Związków Zawodowych oraz NSZZ „Solidarność”.

## Rozbicie w polskim ruchu robotniczym
W dniach 17–21 listopada 1892 r. odbył się w Paryżu zjazd działaczy „Pobudki”, „Zetu”, „Przedświtu” i Zjednoczenia (organizacji utworzonej przez niektórych aktywistów II Proletariatu odrzucających taktykę terroru indywidualnego). Zjazd powołał do życia Związek Zagraniczny Socjalistów Polskich. W lutym-marcu 1893 r. w wyniku zjednoczenia Związku Robotników Polskich i II Proletariatu utworzona została w kraju Polska Partia Socjalistyczna. Zjazd Paryski uchwalił program opublikowany w „Przedświcie” w maju 1893 r. jako „Szkic programu Polskiej Partii Socjalistycznej”. 30 lipca 1893 odbyła się w kraju narada aktywu odrzucającego wytyczne zjazdu paryskiego, który utworzył pierwszą czysto marksistowską partię robotniczą – Socjaldemokracje Królestwa Polskiego i Litwy. Sprzeciw wobec uchwał zjazdu paryskiego wyraziła też grupa działaczy socjalistycznych na emigracji w Szwajcarii – Róża Luksemburg, Adolf Warszawski-Warski, Julian Marchlewski. Założyli oni pismo „Sprawa Robotnicza”, które SDKPiL uznała za swój organ. W dniach 10–11 marca 1894 r. w Warszawie obradował I Zjazd tej partii. Polaryzacja stanowisk nie była zjawiskiem przejściowym czy krótkotrwałym. Powstanie w 1892/1893 r. dwóch odrębnych partii SDKP (od 1900 r. SDKPiL) i PPS zakończyło trwający właściwie już od początku lat osiemdziesiątych XIX w. proces krystalizowania się dwóch orientacji ideologiczno-politycznych w środowisku socjalistów polskich. Tym samym dokonał się trwający aż do grudnia 1948 r., tzn. do momentu powstania PZPR - a więc całe 55 lat - rozłam w polskim ruchu robotniczym na dwa odmienne, a częstokroć wprost przeciwstawne w swych dążeniach nurty - konsekwentnie rewolucyjny i internacjonalistyczny, reprezentowany najpierw przez samą SDKPiL, po 1906 r. także przez PPS-Lewicę, później od 1918 r. przez powstałą z połączenia tych dwóch partii KPP i wreszcie od 1942 r. przez PPR i nurt niepodległościowo-socjalistyczny o silnych tendencjach oportunistyczno-prawicowych i solidarnościowo-nacjonalistycznych, reprezentowany przez PPS. Ten dychotomiczny podział był oczywiście podziałem najbardziej generalnym, w toku rozwoju polskiego ruchu robotniczego powstało bowiem wiele struktur organizacyjnych pośrednich, jak choćby funkcjonująca w latach 1900-1908 niewielka liczebnie PPS-Proletariat, kierowana przez Ludwika Kulczyckiego. Podziały przebiegały także wewnątrz obydwu struktur zasadniczych. Niejednorodna była zwłaszcza PPS, wewnątrz której od samego początku istniał nasilający się z czasem nurt lewicowo-internacjonalistyczny, reprezentowany przez Jana Stróżeckiego, Kazimierza Kelles-Krauza i innych działaczy, zwłaszcza późniejszych przywódców PPS-Lewicy. Ocena źródeł tego rozłamu należy do kontrowersyjnych tematów historiografii polskiego ruchu robotniczego. W dotychczasowych dyskusjach dają się zauważyć dwa główne punkty widzenia: pierwszy wiąże to zjawisko z wyodrębnieniem się w latach dziewięćdziesiątych XIX w. w całym międzynarodowym ruchu robotniczym dwóch nurtów - rewolucyjnego i reformistycznego, drugi zaś wszystko tłumaczy i usiłuje wyjaśnić jedynie zróżnicowaniem poglądów na sposób rozwiązania kwestii narodowej.

## Kalendarium polskiego ruchu robotniczego

### Strajki robotnicze w okresie zaborów i II Rzeczypospolitej
Na obecnych ziemiach polskich ruch robotniczy formował się w strajkach i manifestacjach ulicznych. Pierwsze strajki wybuchły na pruskim Śląsku:
- 1847 – strajki górników w Królewskiej Hucie (dzisiejszy Chorzów)[7]
- 1850 – strajki w Siemianowicach, Mysłowicach i Rybniku.
- 1871 – bunt robotniczy w Królewskiej Hucie – strajk górników kopalni Król spowodowany wprowadzeniem tzw. marek kontrolnych (znaczków, które górnicy mieli otrzymywać przy wjeździe do pracy, a zwracać przy wyjeździe), które postrzegano jako zwiększenie kontroli i pretekst do wydłużenia czasu pracy; zakończył się rozproszeniem protestujących przez wojsko i mieszczan[8]
- 1889 – strajki na Górnym Śląsku (14 tys. górników, postulat skrócenia czasu pracy)[9]
- 1913 – strajki na pruskim Śląsku (postulat skrócenia czasu pracy do ośmiu godzin, podwyżek i czternastu dni płatnego urlopu)[10]

Od lat 70. XIX wieku zaczęły wybuchać także strajki na terenie Królestwa Polskiego i Wielkopolski:
- 1871 – strajki w warszawskich fabrykach Lilpopa (trwał trzy dni, zakończył się aresztowaniem trzech robotników) i Apfelbauma[11]
- 1872:
  - strajk w fabryce Karola Scheiblera w Łodzi – zakończył się osadzeniem dwóch osób w warszawskiej cytadeli[12]
  - strajk w fabryce Cegielskiego w Poznaniu
- 1883 – strajk w zakładach Hielle i Dittricha w Żyrardowie – wywołany obniżką płac szpularek; stłumiony przez wojsko, w wyniku czego zginęły trzy osoby
- 1892 – bunt łódzki – masowe strajki, w których domagano się ośmiogodzinnego dnia pracy, podwyżki zarobków i swobód politycznych; zakończony rozruchami krwawo stłumionymi przez wojsko, w wyniku czego zginęło ok. 100 osób, a 300 zostało rannych[13]
- 1897 – strajk w Hucie Bankowej w Dąbrowie Górniczej – stłumiony przez wojsko, które zabiło 5 osób, a 160 aresztowano[14]
- Rewolucja 1905 roku – seria masowych strajków i starć w Imperium Rosyjskim, która swoim zasięgiem objęła także ziemie Królestwa Polskiego. W czasie jej trwania w Łodzi zamordowano przemysłowca Juliusza Kunitzera, a w Warszawie podjęto nieudaną próbę zamachu na oberpolicmajstra Karla Nolckena(inne języki), a także odbyło się wiele krawawo stłumionych demonstracji i strajków w Warszawie, Łodzi, Sosnowcu, Dąbrowie, Ostrowcu, Częstochowie, Radomiu, Kamiennej i Kielcach

Na początku XX wieku doszło także do dużych strajków na terenie Galicji:
- 1902 – strajk 5000 budowlanych we Lwowie – zakończony interwencją policji i huzarów węgierskich, co spowodowało śmierć 5 osób i obrażenia ponad 2000[15]
- 1904 – strajki górników naftowych w Borysławiu, Krośnie, Równym i Potoku – żądano ośmiogodzinnego dnia pracy, podwyżki zarobków i udogodnień socjalnych; po czterech tygodniach zakończył się obietnicami ustępstw ze strony przemysłowców, czego jednak nie dotrzymano[16]

W późniejszym czasie strajki zaczęły być regularnie krwawo tłumione, także w okresie II Rzeczypospolitej:
- 1918 – demonstracja komunistyczna w Warszawie – stłumiona przez wojsko, w wyniku czego zabito i zraniono kilkanaście osób[17]
- 1920 – strajk kolejarzy w Poznaniu - stłumiony przez policję, w wyniku czego 9 osób zginęło, a 30 odniosło rany
- 1921:
  - strajk kolejarzy w Warszawie, w czasie którego część osób aresztowano i osadzano w X Pawilonie Cytadeli Warszawskiej; w odpowiedzi PPS ogłosił strajk powszechny[17]
  - rozruchy głodowe w Rawiczu, w wyniku których zginęło 7 osób
- 1923 – zamieszki w Krakowie – wybuchły po otoczeniu przez policję i wojsko Domu Robotniczego, w którym miał się odbyć wiec; w ich efekcie zginęło 18 cywilów oraz 15 żołnierzy
- 1930 – krwawy piątek w Zawierciu – krwawo stłumiony przez policję szturm na budynek magistratu, którego dokonali bezrobotni z powodu opóźnień w wypłacie zasiłków; w efekcie zginęły trzy osoby
- 1936:
  - Strajk w fabryce Semperit w Krakowie – rozpędzony przez policję, która pobiła kilka osób; w odpowiedzi ogłoszono strajk powszechny, w czasie którego policja zabiła 7 osób, a kilkadziesiąt raniła podczas marszu robotników na Rynek Główny po wiecu w ogrodzie Związku Zawodowego Kolejarzy przy ul. Warszawskiej
  - Krwawy czwartek we Lwowie – protesty bezrobotnych spacyfikowane przez policję, w czasie których zastrzelono robotnika Władysława Kozaka; jego pogrzeb przerodził się w zamieszki stłumione przez wojsko, w efekcie których straciło życie 19 (według oficjalnych danych) lub 49 (według prasy komunistycznej) osób

### Związki zawodowe i partie polityczne

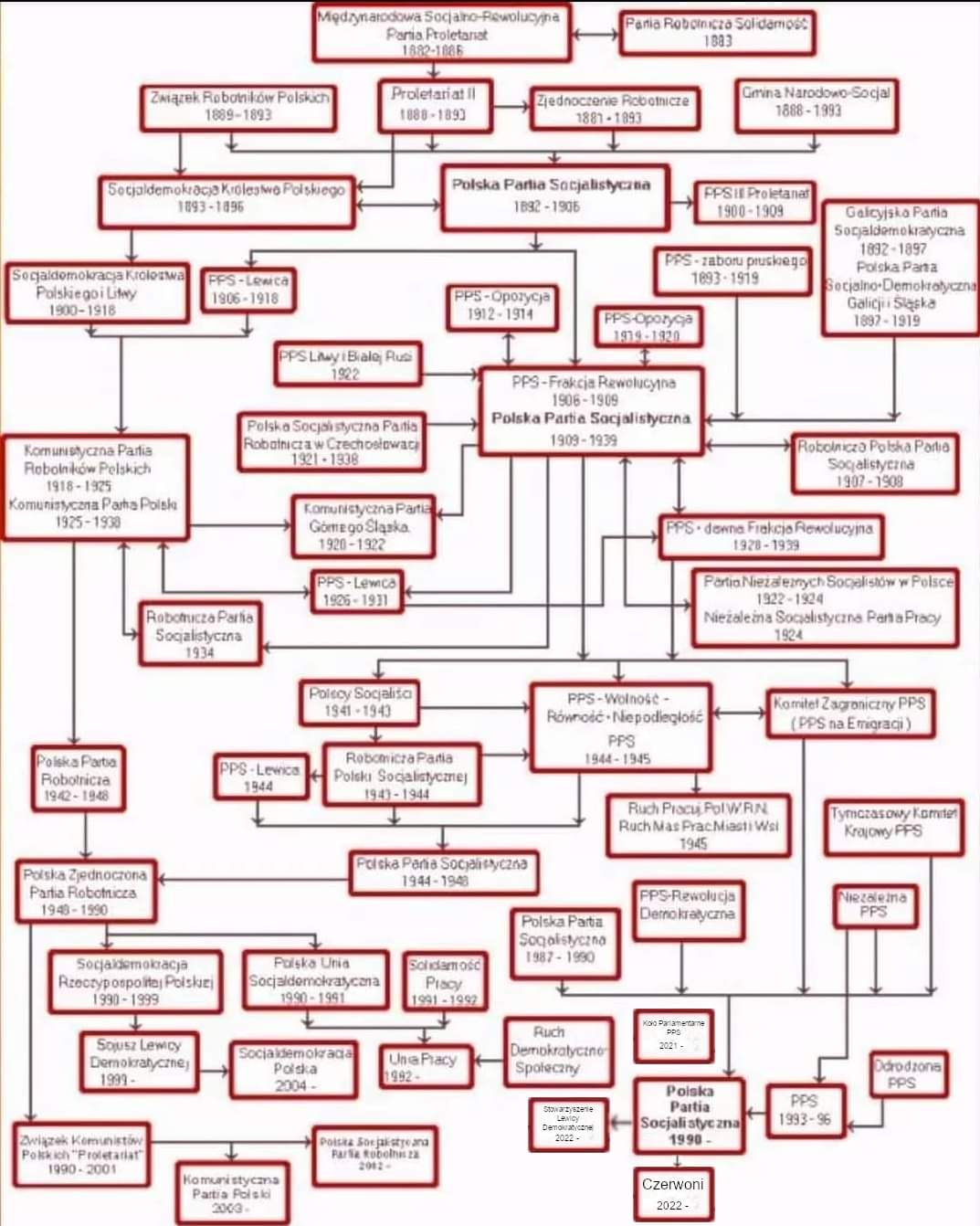
Schemat polskich partii robotniczych, socjalistycznych i komunistycznych

Powoływano związki zawodowe, na początku o charakterze drobnomieszczańskim, następnie inicjatywę przejęli socjaliści
- 1869 – doszło do pierwszych spotkań i wystąpień robotniczych w Prowincji Poznańskiej,
- 1877–1878 – Ludwik Waryński założył pierwsze „kasy oporu” i „koła rewolucyjne”, które opracowały w 1879 program brukselski. Następnie doszło do scalenia kółek socjalistycznych i utworzenia w 1882 Międzynarodowej Socjalno-Rewolucyjnej Partii Proletariat, nazywanej Wielkim Proletariatem lub I Proletariatem. Program zakładał obalenia kapitalizmu w drodze rewolucji światowej. Na rozwój ruchu robotniczego na ziemiach polskich znaczny wpływ wywarł udział wielu Polaków w I Międzynarodówce (m.in. Konstantego Bobczyńskiego) i Komunie Paryskiej oraz współpraca z europejskimi myślicielami socjalistycznymi oraz działaczami robotniczymi.
- 1882–1888 – miały miejsce pierwsze aresztowania działaczy kółek socjalistycznych.
- 1892 – powstała PPS i PPSD;
- 1893 – powstała SDKPiL.
- 1906 – nastąpił podział na PPS-Lewicę i PPS-Frakcję Rewolucyjną

W następnych latach powstały narodowe partie żydowskie (Bund, Poalej Syjon) i ukraińskie (Ukraińska Partia Socjalistyczno-Demokratyczna). Wpływy w środowiskach robotniczych uzyskała także Narodowa Demokracja oraz ruch chrześcijański.
W okresie II wojny światowej partie robotnicze działały w konspiracji (oba odłamy socjalistyczne tj. WRN i PS, następnie RPPS). W 1942 z inspiracji kierownictwa ZSRR utworzono PPR.
Po zakończeniu działań wojennych możliwość legalnego działania w kraju uzyskały tylko organizacje komunistyczne i częściowo socjalistyczne (do 1948 rok tzw. odrodzona PPS) oraz SP (1964 r. większość działaczy zawiesiła działalność). Następnie tylko podporządkowane PZPR, m.in. Zrzeszenie Związków Zawodowych. Inne organizacje działały na emigracji lub w podziemiu.
W 1980 powstał Niezależny Samorządny Związek Zawodowy „Solidarność”, którego celem była walka o interesy klasy robotniczej.
Obecnie na terenie Rzeczypospolitej Polski istnieje wiele organizacji, stowarzyszeń, partii oraz związków zawodowych, które odwołują się do tradycji i działalności rewolucyjnego ruchu robotniczego.